# Jeux européens des maîtres
Les Jeux européens des maîtres sont un événement international de compétition multisports qui se tient tous les quatre ans. Organisés par l'association internationale des Jeux des maîtres, les Jeux sont ouverts aux athlètes de tous niveaux et d'âges diverses.

## Histoire
Les premiers Jeux se tiennent à Malmö en Suède en 2008. Trois ans plus tard, c'est Lignano Sabbiadoro en Italie qui accueille la 2e édition des EMG. 
C'est Nice qui accueille la 3e édition en 2015. 

## Villes hôtes
| Édition | Année | Ville hôte         | Pays hôte | Sports | Athlètes |
| ------- | ----- | ------------------ | --------- | ------ | -------- |
| 1er     | 2008  | Malmö              | Suède     | 18     | 3 022    |
| 2e      | 2011  | Lignano Sabbiadoro | Italie    | 20     | 4 000    |
| 3e      | 2015  | Nice               | France    | 27     | 7 200    |
| 4e      | 2019  | Turin              | Italie    | 31     | 7 500    |
| 5e      | 2023  | Tampere            | Finlande  |        |          |